# Чарли Уотс
Чарлз Робърт Уотс (Чарли Уотс) (на английски: Charles Robert Watts, Charlie Watts) е британски барабанист, известен с участието си в рок групата „Ролинг Стоунс“ през 1963 година.

## Биография
Роден е на 2 юни 1941 г. в Лондон. Първоначално учи за графичен артист, но започва да свири на барабани из лондонските ритъм енд блус клубове, където среща Брайън Джоунс, Мик Джагър и Кийт Ричардс. През 1963 г. става част от групата им „Ролинг Стоунс“ като барабанист, като подготвя и дизайна на обложките на плочите и на сцената по време на турнетата на групата.
Прави турнета и със собствената си група – Charlie Watts Quintet, и се появява на сцената на престижния лондонски „Рони Скотс Джаз Клъб“ с десетчленния Charlie Watts Tentet.
През 2006 г. Уотс е избран за член на Залата на славата на съвременните барабанисти. Същата година списание „Vanity Fair“ го избира в Международната зала на славата на най-добре облечените хора. По оценката на известния музикален критик Робърт Крайстгау, Уотс е „най-великият рок барабанист“. През 2016 г. е поставен на 12-о място в класацията на 100-те най-велики барабанисти на всички времена на списание „Rolling Stone“.
Умира на 80 години на 24 август 2021 г.